# Узуналов Артем Володимирович
Артем Володимирович Узуналов (17 червня 1991 — 8 серпня 2022, Донецька область, Україна) — український військовослужбовець, сержант Збройних сил України, учасник російсько-української війни. Кавалер ордена «За мужність» III ступеня (2023, посмертно), Почесний громадянин міста Тернополя (2022, посмертно).

## Життєпис
Артем Узуналов народився 17 червня 1991 року.
Крайні роки проживав у Німеччині. Після початку російського вторгнення в Україну 2022 року повернувся до України. Мобілізований 8 липня 2022 року. Загинув 8 серпня 2022 року на Донеччині.
Похований 12 серпня 2022 року на Алеї Героїв Микулинецького цвинтаря м. Тернополя.
Залишився син.

## Нагороди
- орден «За мужність» III ступеня (10 травня 2023, посмертно) — за особисту мужність, виявлену у захисті державного суверенітету та територіальної цілісності України, самовіддане виконання військового обов'язку[1];
- почесний громадянин міста Тернополя (22 серпня 2022, посмертно)[2][3].

## Військові звання
- солдат.